# 첨밀폭격
《첨밀폭격》(甜蜜暴击)은 2018년 방송되었던 중국의 드라마이다.

## 소개
- 체육 단과 대학을 배경으로 권투 경기로 인연이 닿은 청춘들의 성장 드라마

## 등장 인물
- 루한 - 멍티엔 역
- 관샤오퉁 - 팡위 역
- 배자첨 (裴子添) - 쑨하오 역
- 사오위웨이 - 송샤오미 역
- 자오웨 - 뤄관옌 역
- 이맹맹 (李萌萌) - 청야난 역